# Coll dels Pixadors
El Coll dels Pixadors és un coll de muntanya dels Pirineus de 1.529 m alt que uneix les comarques del Ripollès i el Vallespir, entre els termes municipal de Molló i comunal de Prats de Molló i la Presta.
És al sud-oest de Prats de Molló, a ponent del Pic de Montesquiu, al sud-est del Puig de l'Hospitalet, o de les Forques, i al nord-oest del Coll d'Ares, amb el qual roman unit per un corriol.
En el Coll dels Pixadors hi ha la fita fronterera número 518 entre els estats francès i espanyol. És a l'est del coll, en una pedra plana horitzontal, damunt de la qual es va pintar una creu i el nombre de colors negre damunt d'un marc pintat de blanc.